# Andrzej Porajski
Andrzej Porajski (ur. 21 lutego 1922 w Broku, zm. 9 maja 1982 w Warszawie) – generał brygady LWP.

## Życiorys
W marcu 1940 deportowany z rodziną do obwodu irkuckiego, gdzie był elektromonterem. Od 28 sierpnia 1943 żołnierz armii Berlinga, artylerzysta w 1 Brygadzie Artylerii. Wrzesień 1943 – luty 1944 w szkole oficerskiej w Kostromie, następnie zastępca dowódcy baterii artylerii ds. liniowych w 5 pp w 2 DP. im. J.H. Dąbrowskiego. Walczył pod Puławami i Warką, a później na szlaku od Wisły do Łaby. W styczniu 1946 został dowódcą baterii artylerii w stopniu porucznika, a od sierpnia 1946 kapitana. 1947–1948 na kursie dowódców dywizji w Wyższej Szkole Artylerii w Toruniu, gdzie potem wykładał topografię, a od 1950 artylerię. Jednocześnie w 1948 zdał maturę w liceum dla pracujących w Toruniu. Od lipca 1951 był wykładowcą w Oficerskiej Szkole Wojsk Pancernych w Poznaniu. 1956–1957 studiował w Akademii Sztabu Generalnego WP, po ukończeniu której został zastępcą dowódcy 2 pułku zmechanizowanego ds. liniowych w Skierniewicach. W grudniu 1958 został zastępcą komendanta Oficerskiej Szkoły Wojsk Pancernych ds. liniowych, a w grudniu 1962 szefem Wojewódzkiego Sztabu Wojskowego w Poznaniu. W październiku 1968 mianowany generałem brygady; nominację wręczył mu w Belwederze przewodniczący Rady Państwa RRL Marszałek Polski Marian Spychalski. Od listopada 1976 starszy specjalista Kierownictwa Sztabu Generalnego WP ds. Obrony Terytorialnej Kraju. Później został głównym specjalistą Kierownictwa Sztabu Generalnego WP.
Pochowany w Alei Zasłużonych na Cmentarzu Komunalnym Poznań-Junikowo.

## Odznaczenia
- Krzyż Komandorski Orderu Odrodzenia Polski (1973)
- Krzyż Oficerski Orderu Odrodzenia Polski (1968)
- Krzyż Kawalerski Orderu Odrodzenia Polski (1963)
- Order Krzyża Grunwaldu III klasy (1946)
- Krzyż Walecznych (1945)
- Srebrny Krzyż Zasługi (1945)
- Srebrny Medal „Zasłużonym na Polu Chwały” (1945)
- Brązowy Medal Zasłużonym na Polu Chwały (1944)
- Medal za Odrę, Nysę, Bałtyk (1946)
- Medal za Warszawę 1939–1945 (1946)
- Medal 10-lecia Polski Ludowej
- Medal 30-lecia Polski Ludowej
- Medal „Za udział w walkach o Berlin” (1968)
- Srebrny Medal „Siły Zbrojne w Służbie Ojczyzny” (1953)
- Brązowy Medal „Siły Zbrojne w Służbie Ojczyzny”
- Srebrny Medal Za zasługi dla obronności kraju (1968)
- Brązowy Medal „Za zasługi dla obronności kraju”
- Złota odznaka honorowa „Za Zasługi dla Warszawy” (1977)[1]
- Medal za Zwycięstwo nad Niemcami w Wielkiej Wojnie Ojczyźnianej 1941-1945 (1946)
- Medal za Zdobycie Berlina (1946)
- Medal „Za wyzwolenie Warszawy” (1946)